# Mateu Morey
Mateu Jaume Morey Bauzà (ur. 2 marca 2000 w Palmie) – hiszpański piłkarz występujący na pozycji obrońcy. Wychowanek FC Barcelony. Młodzieżowy reprezentant Hiszpanii